# Rue Pierre-Seel
La rue Pierre-Seel  est une voie du 4e arrondissement de Paris, en France.

## Situation et accès
La rue Pierre-Seel est une voie publique située dans le 4e arrondissement de Paris. La rue débute rue de Rivoli et se termine rue du Roi-de-Sicile. Elle se situe au centre du quartier du Marais.
Elle est desservie par la ligne 1 aux stations Hôtel de Ville et Saint-Paul.

## Origine du nom
Elle rend hommage à Pierre Seel, écrivain français, qui a le premier témoigné de la déportation des français homosexuels pendant la Seconde Guerre mondiale. Cette voie est aujourd'hui, à travers le monde, un témoignage de la déportation des homosexuels pendant la Seconde Guerre mondiale et de la lutte pour les droits LGBT.
Il existe également une rue Pierre-Seel à Toulouse (Haute-Garonne).

## Historique
Après le vœu adopté en juin 2018 déposé par le groupe Démocrates et Progressistes, présidé par Julien Bargeton, le Conseil de Paris et le conseil municipal du 4e arrondissement ont décidé, à l'unanimité, de donner le nom de « rue Pierre-Seel » à la partie de la rue Ferdinand-Duval située entre la rue du Roi-de-Sicile et la rue de Rivoli ; elle est inaugurée le 19 juin 2019,.